# Sobreintensidad

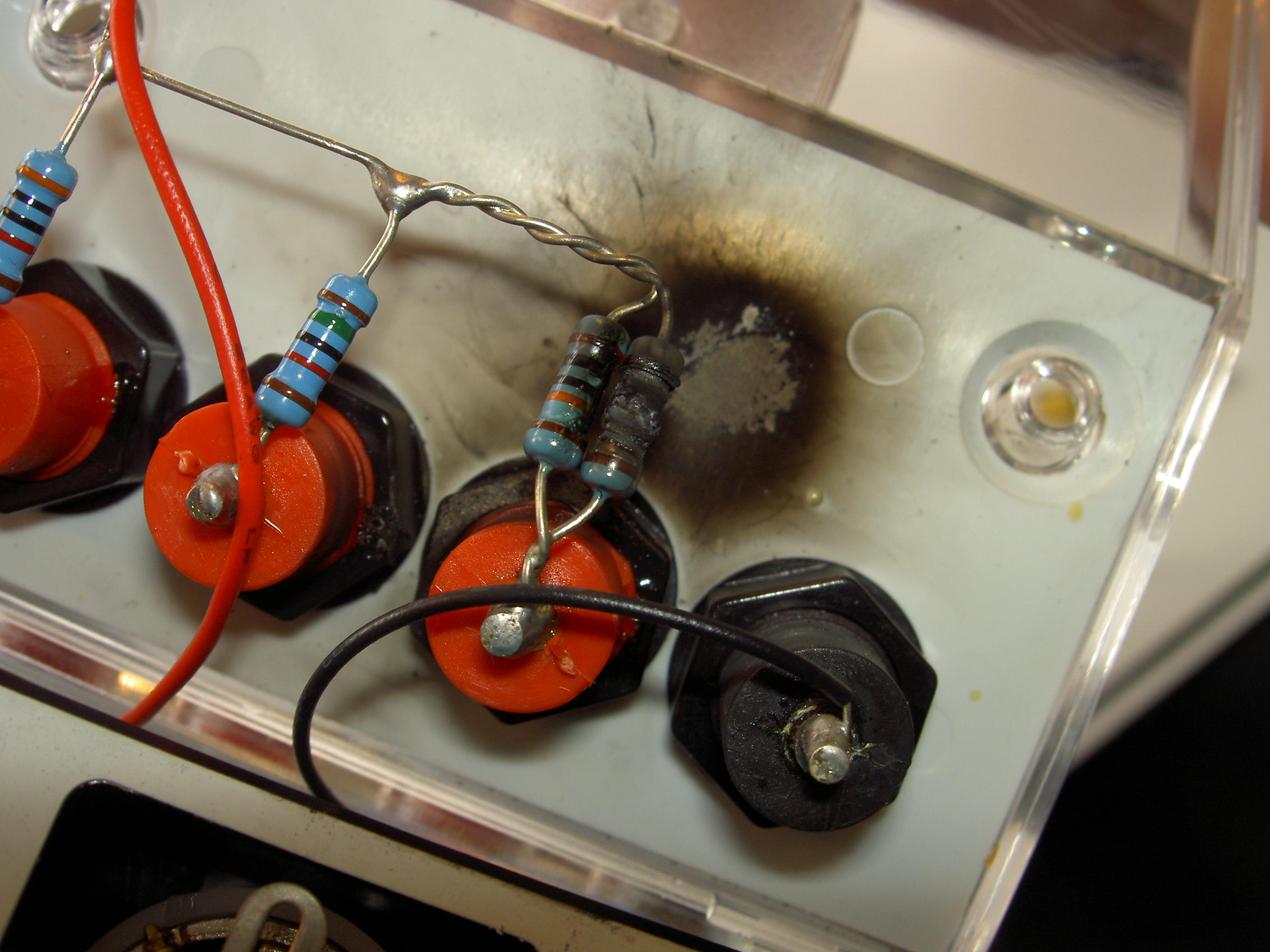
Efecto de una elevada sobreintensidad. Se muestra el interior de un voltímetro, en el que al menos la resistencia de la derecha se ha quemado debido a una sobreintensidad provocada por someter el voltímetro a una tensión (230 V) superior a la prevista (30 V)

La sobreintensidad (a veces traducida del término inglés overcurrent como sobrecorriente) es una situación en la que una intensidad de corriente eléctrica mayor a la prevista pasa a través de un conductor, lo cual causa una generación excesiva de calor (por el efecto Joule), y por tanto, riesgo de incendio o daños al equipo.

## Causas
Algunos posibles fallos que puede generar una sobreintensidad son: un cortocircuito, una carga excesiva, una derivación a tierra o un arco voltaico.
Estos fallos pueden estar causados por un diseño incorrecto, defectos de fabricación, una instalación incorrecta, un mal uso del dispositivo eléctrico u otros factores.

## Mecanismos de protección
Los fusibles, disyuntores y limitadores de corriente se utilizan frecuentemente como mecanismos de protección contra la sobreintensidad para proteger al sistema eléctrico afectado y al usuario.

## Estándares
IEC 60364-4-43: Instalaciones eléctricas de edificios. Parte 4-43: Protección para la seguridad. Protección contra sobreintensidad.